# Laholms sparbank
Laholms sparbank är en svensk sparbank, grundad 1857 i Laholm. Banken har avdelningskontor i Knäred, Våxtorp och Skummeslövsstrand.

## Historik
År 1971 uppgick Veinge sparbank i Laholms sparbank. År 1985 uppgick även Våxtorps sparbank, Ränneslövs sparbank och Knäreds sparbank. Dessa fyra banker hade grundats 1903–1910.
Den 31 oktober 2003 stängde kontoren i Veinge och Mellbystrand, varefter banken hade kontor i Laholm, Knäred, Vallberga och Våxtorp. Den 30 april 2008 lades även kontoret i Vallberga ner.
I mars 2019 öppnades ett nytt kontor i Skummeslövsstrand.